# 村木文郎
村木 文郎（むらき ふみろう、1933年5月27日 - 2019年11月14日）は、日本の実業家。野母商船グループ会長。旅客船業界に係る各種団体の会長・委員等を務め、海運事業振興に努めた。

## 経歴
1933年長崎県生まれ。祖父は野母商船創業者の村木清三郎、父は日本旅客船協会の設立に関わり、同協会会長を務めた村木信一郎。長崎県立長崎東高等学校を経て、1956年一橋大学商学部卒業後、野母商船に入社。1964年専務を経て、1991年社長。2006年から2011年まで日本旅客船協会会長を務め、高速道路無料化に反対するなど業界の意見を発信した。また、離島を多く抱える長崎県における海上交通の振興にも努め、島民らを対象として運賃を割引する制度を打ち出すなどした。このほか長崎文化放送取締役、長崎県選挙管理委員会委員長（2003年～2007年）、長崎県美術館の運営を行う長崎ミュージアム振興財団理事長などを歴任した。2011年に旭日中綬章を受章。現在は野母商船グループ会長を務める。叙正五位。

## 役職等
- 日本旅客船協会会長（現：顧問）
- 九州旅客船協会連合会会長
- 長崎県旅客船協会会長
- 長崎県離島基幹航路運賃対策協議会会長
- 離島航路補助制度改善検討会委員
- 日中交流拡大方策検討委員会委員
- 長崎県選挙管理委員会委員長
- 長崎商工会議所副会頭
- 「都市と農山漁村の共生・対流」長崎県協議会代表
- 長崎ミュージアム振興財団理事長